# Rohozec (Kutná Hora-i járás)
Rohozec település Csehországban, a Kutná Hora-i járásban. Rohozec Horka I, Církvice, Horušice, Chotusice, Svatý Mikuláš, Záboří nad Labem és Žehušice településekkel határos. Lakosainak száma 320 fő (2024. január 1.).

## Népesség
A település lakosságának változását az alábbi diagram mutatja:
| Lakosok száma | 485  | 577  | 551  | 376  | 283  | 256  | 293  | 305  | 312  | 320  |
|               | 1869 | 1890 | 1921 | 1950 | 1980 | 2001 | 2017 | 2019 | 2022 | 2024 |